# Nabi Ilyas
Nabi Ilyas, en arabe : النبي إلياس, est un village du gouvernorat de Qalqilya en Palestine. Il est situé à 5 km à l'est de Qalqilya en Cisjordanie.
Selon le recensement du bureau central palestinien des statistiques, la localité compte une population de 1 399 habitants en 2017.